# 아프린주

2016년 2월의 시리아 내전 전황도. 노란색 영역이 아프린 주이다.

아프린주(쿠르드어: Kantona Efrînê) 또는 아프린 칸톤은 시리아 북서부에 위치한 로자바의 행정구역이다. 2014년 1월에 자치를 선언하였다.
 주청 소재지는 아프린이다.
다른 쿠르드인 지배 지역은 서로 연결되어있지만, 이 지역은 연결되어있지 않았다. 쿠르드인들은 시리아 민주군을 결성하여 코바니로부터 유프라테스강을 건너 이 지역까지 자기들이 지배하는 지역을 연결하고자 노력하고 있다. 그러나 터키의 개입으로 실패했다.
2015년 기준으로 아프린 주는 터키로부터 수출금지 조치를 당하고 있으며, 이는 아프린 사람들에게 엄청난 영향을 미치고 있다.
올리브 가지 작전으로 터키에 뺐겨서 멸망하였다.

## 같이 보기
- 로자바 분쟁
- 자지라주